# Ligne de Saint-Jean-d'Angély à Taillebourg
La ligne de Saint-Jean-d'Angély à Taillebourg est une ancienne ligne ferroviaire française à écartement standard et à voie unique non électrifiée entièrement située dans le département de la Charente-Maritime.
Mise en service en 1878 par l'Administration des chemins de fer de l'État, elle est déclassée en 1954 et la voie est ensuite déposée.

## Histoire
Une ligne entre Saint-Savinien et Saint-Jean-d'Angély est concédée à la Compagnie des chemins de fer des Charentes par une convention signée le 18 juillet 1868 entre le ministre des Travaux publics et la compagnie. Cette convention est approuvée par un décret impérial à la même date.
Une loi du 23 mars 1874 substitue Taillebourg à Saint-Savinien comme point de raccordement de la future ligne sur celle de Rochefort à Saintes.
L'État rachète le réseau de la Compagnie des chemins de fer des Charentes par une convention signée entre le ministre des Travaux publics et la compagnie le 31 mars 1877. Cette convention est approuvée par une loi le 18 mai 1878. La ligne en construction est alors intégrée au réseau géré par l'Administration des chemins de fer de l'État.
La ligne entre les gares de Saint-Jean-d'Angély et de Taillebourg est ouverte à l'exploitation le 25 août 1878 par l'Administration des chemins de fer de l'État.

## Caractéristiques

### Ouvrages d'art
- Le pont de Robinson qui permet le franchissement de la Boutonne est un viaduc comportant trois arches en pleins cintres[5].